# Александра Гуччі
Александра Гуччі (у шлюбі Заріні, бл. 1985 р.н.) — активістка за права дітей. Спадкоємиця родини Гуччі, старша дочка Патріції Гуччі, онука Альдо Гуччі, правнучка Гуччо Гуччі.

## Біографія
Александра є засновницею і головою правління Дитячого фонду Александри Гуччі, а також прихильницею захисту дітей у всьому світі.
У вересні 2020 року вона подала до суду, звинувачуючи свого вітчима Джозефа Руффало в сексуальному насильстві протягом 16 років від 6 до 22 років. Вона також стверджувала, що її мати, Патрісія Гуччі, і її бабуся Бруна Паломбо знали про насильство і що обидві жінки погрожували позбавити її спадщини, якщо вона не буде мовчати про це. Руффало відкинув звинувачення і заявив, що він невинний. Її мати розлучилася з Руффало в 2007 році, коли дізналася, що він скоював сексуальне насильство над обома її дочками Александрою та Вікторією. Александра нещодавно стверджувала, що, на її думку, Руффало шантажував її матір Патрісію, і що її матері боялися зазнати тієї ж долі, що й її дідусь Альдо Гуччі (потрапив у в'язницю за ухилення від сплати податків).
На додаток до цивільного позову проти Патріції Гуччі, Джозефа Руффало та Бруни Паломбо, Александра подала скарги до поліції Беверлі-Гіллз, департаменту шерифа округу Ріверсайд у Каліфорнії та поліції долини Темзи в Англії. Усі три кримінальні провадження ще тривають.
Александра після шлюбу змінила своє прізвище на Заріні. У 2016 році вона народила.